# Пахикормус
Пахикормус (Pachycormus, з грец. букв. «товста колода») — викопний рід морських кісткових риб родини пахикормід (Pachycormidae). Існував у юрському періоді (180 млн років тому). Скам'янілі рештки представників роду знайдені у Європі (Франції, Німеччині, Англії, Італії, Люксембурзі та Бельгії).

## Опис

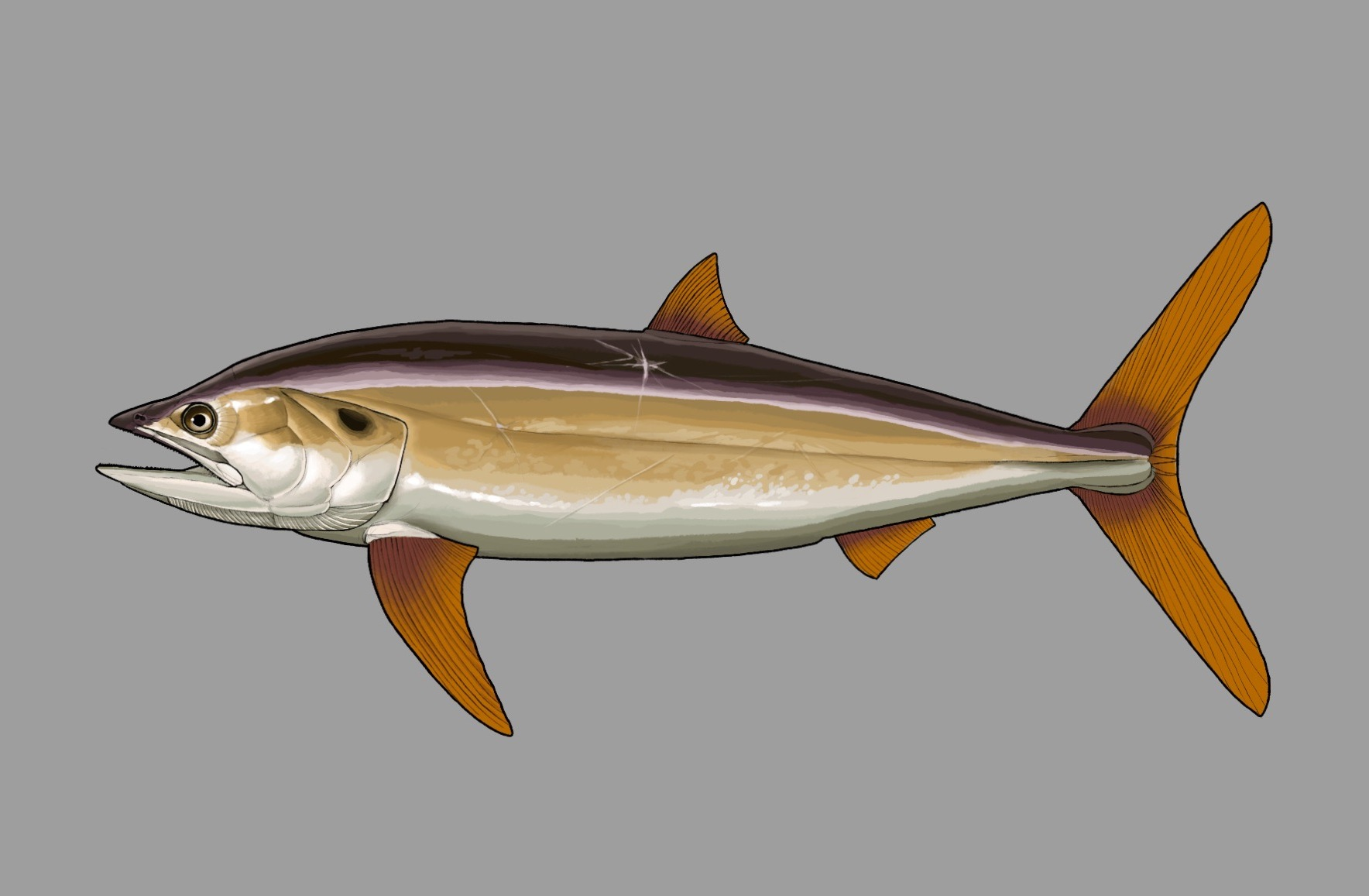
Художня реконструкція зовнішнього вигляду

Ця риба була середньо-велика за розміром і іноді могла перевищувати один метр завдовжки. Тіло, схоже на тіло тунця, було гідродинамічним і оснащене довгими серпоподібними грудними плавцями, як і всі його близькі родичі. Хвостовий плавець мав форму півмісяця і глибоко роздвоєний. Черевні плавці були відсутні, а спинний і анальний сильно редуковані. Тіло було вкрите дрібною лускою, що містить ганоїн. Череп був оснащений коротким рострумом (ростродерметмоїдна кістка) з зубами; однак, на відміну від інших пахикормід, ця кістка не була особливо розвиненою, а зуби були дрібними. Біля основи хвостового плавця була сильно розвинена гемальна колючка трикутної форми, яка, ймовірно, призначена для підтримки потужних хвостових м'язів.

## Спосіб життя
Через щільний єдиний зубний ряд і голчасті дрібні зуби припускають, що Pachycormus харчувався рибою. Головоногі молюски також були частиною його раціону. Потужний хвостовий плавець гомоцеркального типу дозволяв рибі швидко плавати в глибокій воді.

## Види
- Pachycormus acutirostris (Agassiz, 1844)
- Pachycormus bollensis (Quenstedt, 1858)
- Pachycormus curtus (Agassiz, 1843)
- Pachycormus elongatus (Sauvage, 1875)
- Pachycormus intermedius (Agassiz, 1844)
- Pachycormus macropterus (De Blainville, 1818)